# 大努瓦西东山站
大努瓦西东山站是法国的一个铁路车站，位于法国城市大努瓦西境内。该站是法兰西岛大区铁路系统当中的一个车站，属于第四收费区（Zone 4）。

## 位置
大努瓦西东山站位于大努瓦西市区的南部，法兰西岛大区快铁A线39.87公里处，由巴黎市中心前往本站需要大约20分钟。大努瓦西东山站是一个地下车站，其轨道大致呈东西走向，地面则包括两部分：东侧为公共汽车站（Gare routière），西侧为拱门商业中心（Centre commercial d'Arcade）。

## 历史
大努瓦西东山站自1977年12月9日开始投入使用。当时是A4线的终端站。1980年后，A线向东继续延长，大努瓦西东山站成为了短线列车的终点站。2013年后，大部分短线列车都改为终到托尔西。2017年12月开始，所有短线列车均延长至托尔西及以远，大努瓦西东山站仅作为紧急情况下的临时终点站。

## 站台设置
| 北↑ |      |                 |                                |
| 2道 |      |                 | 努瓦西 - 尚（马恩拉瓦莱方向）→ |
|     | 岛式 |                 |                                |
| Z道 |      | （预备/存车线） | ←马恩河畔布里（巴黎市区方向）  |
|     | 岛式 |                 |                                |
| 1道 |      |                 | ←马恩河畔布里（巴黎市区方向）  |
| 南↓ |      |                 |                                |

## 停靠线路
以下列车线路在大努瓦西东山站停靠：
| 巴黎大眾運輸公司 大努瓦西东山站列车线路表（区域线路）   |                           |           |             |                        |
| 起点                                                    | 上一站                    | 线路      | 下一站      | 终点                   |
| 塞尔吉高地/普瓦西 圣日耳曼昂莱 勒韦西内-勒佩克/拉德芳斯 | 讷伊普莱桑斯/马恩河畔布里 | [T] · (A) | 努瓦西 - 尚 | 托尔西/马恩拉瓦莱-谢西 |

## 配套交通

### 长途客车
| 停靠大努瓦西东山站的大巴车       |          | |
| 上下车地点                       | 运营单位 | 主要线路及目的地 |
| 快铁大努瓦西东山站（公共汽车站） | [ 註 2 ] | - N34：巴黎里昂车站、巴黎、蒙特勒伊、马恩河畔讷伊、马恩河畔尚、托尔西 - N130：巴黎里昂车站、巴黎、马恩河畔维利耶、努瓦谢勒、托尔西、马恩拉瓦莱-谢西 |
| 快铁大努瓦西东山站（公共汽车站） | [ 註 2 ] | （当某段铁路线施工或罢工时，RATP可能会提供途径该线路沿途站点的大巴车）                                                                              |
| 1. 2.                            |          | |

### 城市公共交通
| 大努瓦西东山站附近的市内公共交通线路 |                        | |
| 公交车站名称                         | 位置                   | 停靠线路 |
| 快铁大努瓦西东山站（公共汽车站）     | 大努瓦西东山站地面东侧 | - 120：大努瓦西-快铁大努瓦西东山站 ↔ 马恩河畔诺让-快铁诺让站 - 206：大努瓦西-快铁大努瓦西东山站 ↔ 埃姆兰维尔/蓬托-孔博-快铁站 - 207：大努瓦西-快铁大努瓦西东山站 ↔ 布里地区拉克-中心医院 - 303：大努瓦西-快铁大努瓦西东山站 ↔ 博比尼-地铁毕加索站 - 306：大努瓦西-快铁大努瓦西东山站 ↔ 圣莫代福塞-快铁圣莫站 - 310：马恩河畔尚-快铁努瓦西-尚站 ↔ 大努瓦西-快铁莱西夫里-大努瓦西站 - 320：大努瓦西-快铁大努瓦西东山站（环线，经过马恩河畔尚） |
| 1. 2.                                |                        | |

### 社会车辆
大努瓦西东山站的地面设有社会车辆停车大楼。

## 临近车站
| 大努瓦西东山站（Gare de Noisy-le-Grand - Mont d'Est） |                     |                       |
| 上行车站                                              | 线路                | 下行车站              |
| 马恩河畔布里站 1.9km ←                                | 法兰西岛大区快铁A线 | 努瓦西 - 尚站 → 2.3km |
| - 本表仅显示运营中的线路及车站                        |                     |                       |

## 图集

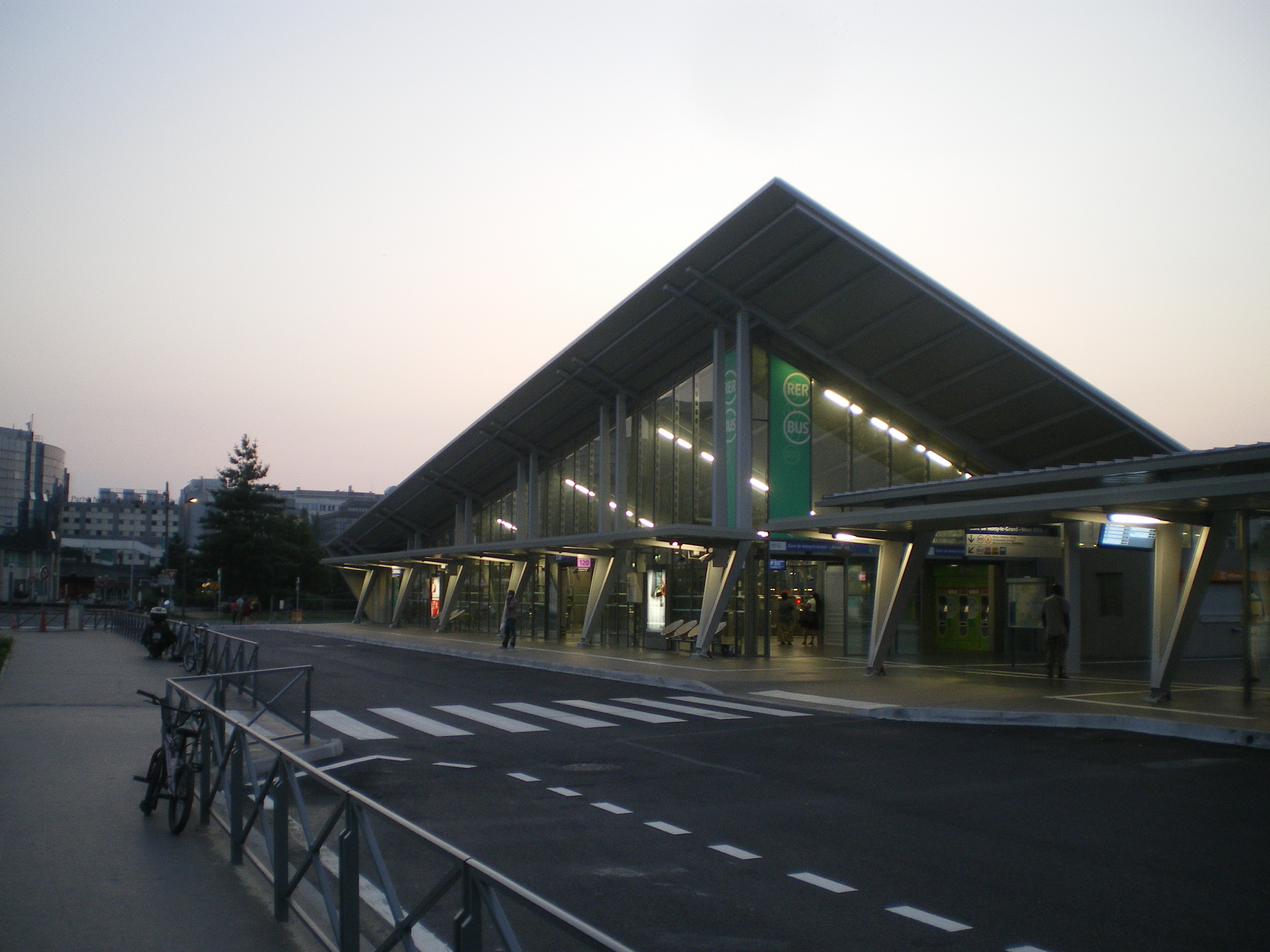
新入口
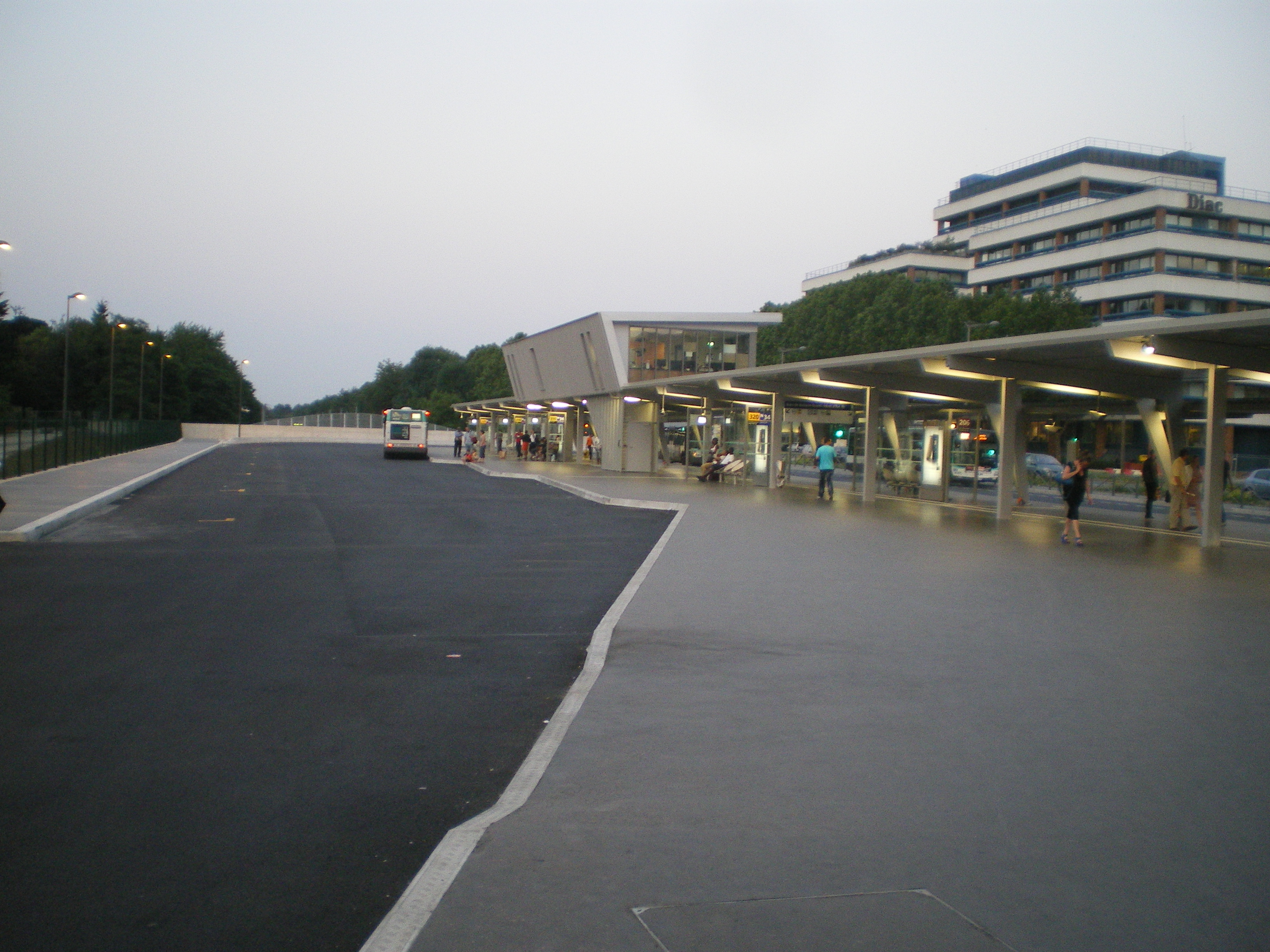
新入口旁的公交车站
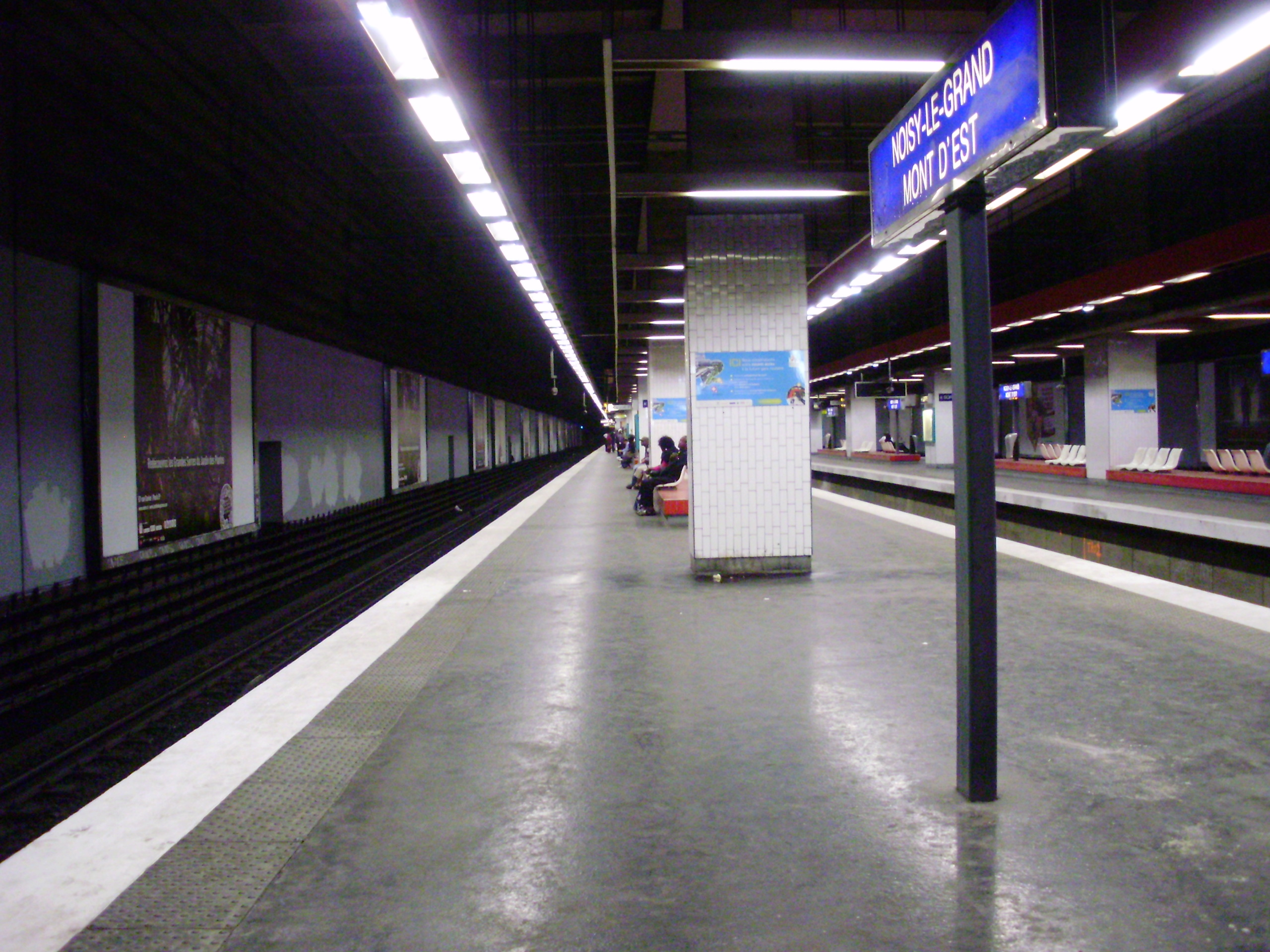
巴黎方向站台
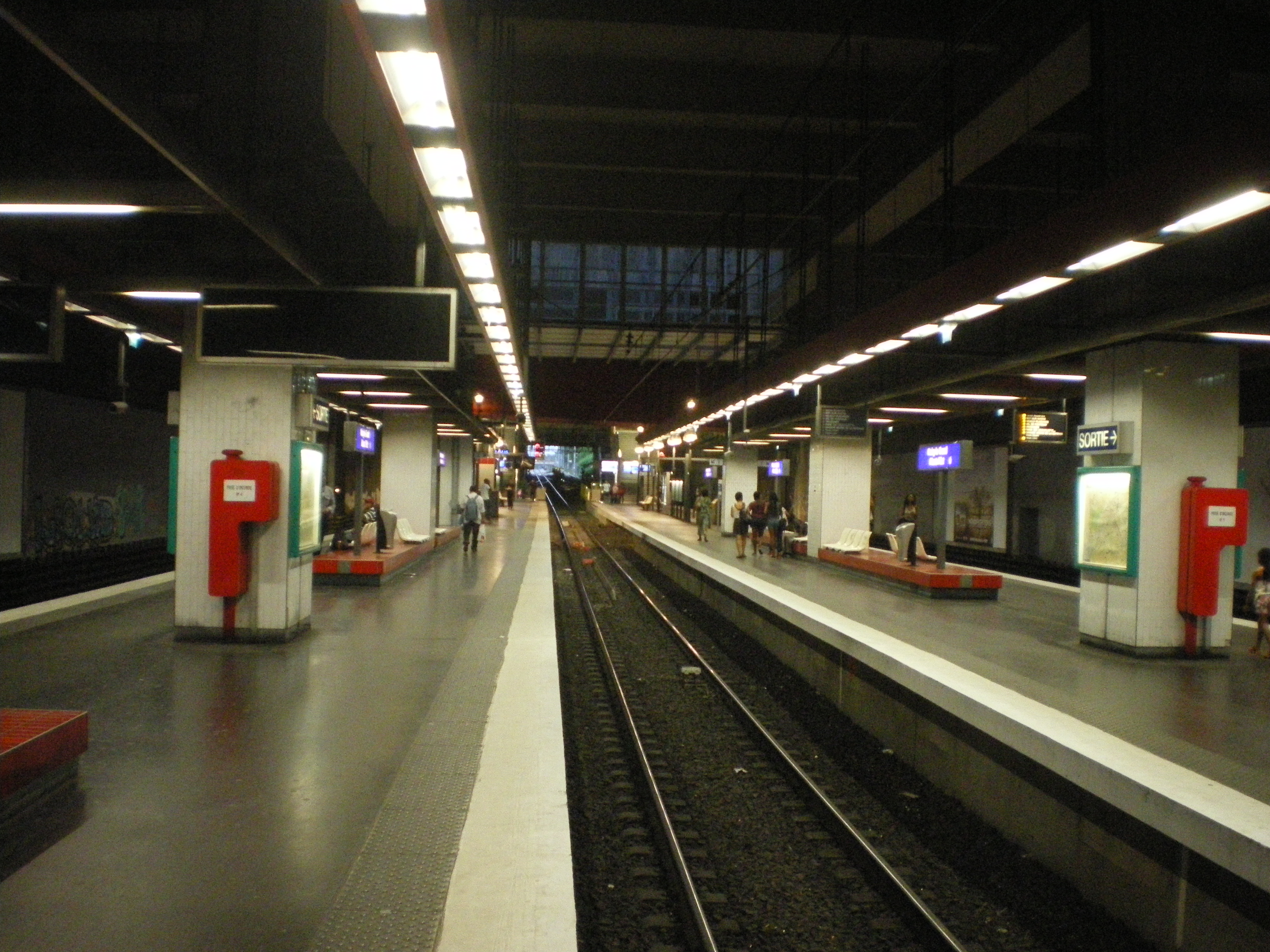
站台内景